# Fémhalogénlámpa
A fémhalogénlámpa a higanylámpa szűk fényspektrumát kibővítő, annál szélesebb körben alkalmazható fényforrás.

## Története
Mivel a higanylámpának sem a fényhasznosítása, sem a színvisszaadása nem kielégítő, kézenfekvő gondolat volt a kisülőcsőben a higanyon kívül még egyéb elemek gőzeit is gerjeszteni, hogy olyan hullámhosszokon következzék be a fénykibocsátás, ahol a higanyszínképben „hézagok” vannak. Egy vonalgazdagabb színképnek jobb színvisszaadáshoz kell vezetnie. A megvalósítás igazolta a gondolat helyességét; az adalékfémeket később részletezendő okokból halogenid vegyületeik (sóik) formájában viszik a kisülés terébe, és így születtek meg a fém-halogenid adalékos kisülőlámpák, röviden fémhalogénlámpák.

## Működési elv

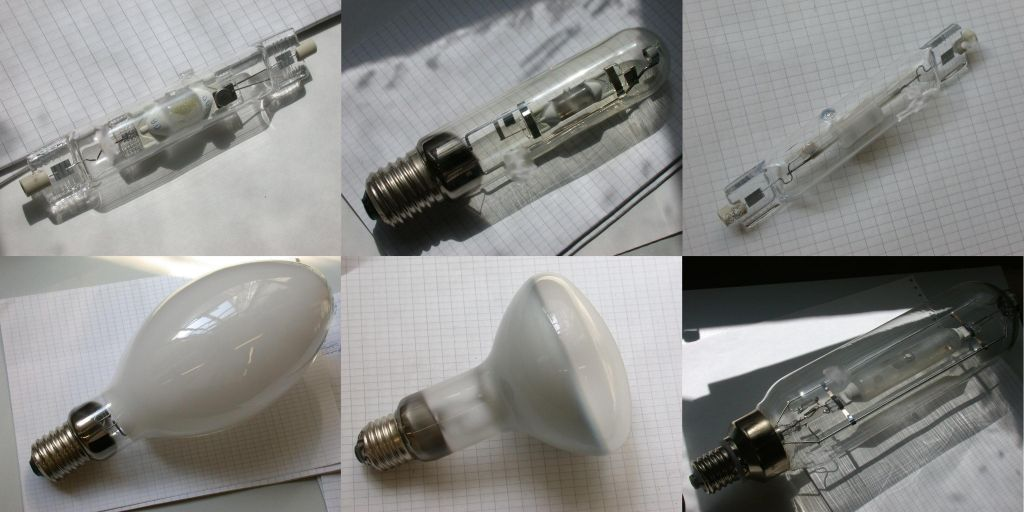
Különböző kivitelű fémhalogénlámpák

Alapvetően a higanylámpának a továbbfejlesztéséről van szó. A kisülőcső anyaga kvarc, a csövön belül higany és nemesgáztöltés van. 
A fémadalékokra vonatkozóan a következő feltételeknek kell teljesülniük:
- A színképi eloszlásuknak kedvezőnek kell lenniük; túlnyomóan a látható tartományban emittáljanak, és olyan hullámhosszokon, amelyek jól kiegészítik a higanyszínképet; együttes hatásukban megközelítik a fehér színt.
- Azon a hőmérsékleten, amelyet a kisülőcső fala még kibír, a fémgőz nyomásának nagynak kell lennie. Ha a nyomás nem éri el a kívánt értéket, vagyis a koncentráció nem elég nagy, akkor a fématomoknak a fénykeltésben való részvétele is viszonylag kicsi, ami az emittált sugárzás gyenge intenzitásához vezet.
- A fémgőzök ne támadják meg se a kisülőcső falát, se az elektródokat.

Számos fém alkalmasságát megvizsgálták a fent szempontból, s ennek során kiderült: a szóba jöhető fémek egy részének gőze rendkívül agresszív, a kvarcból készült csövet kémiailag megtámadja, s a lámpát használhatatlanná teszi. Így a 3. feltételnek több – egyébként alkalmas – fém nem tesz eleget. A kutatók előtt két lehetőség nyílt:
- A gőzök agresszivitását csökkenteni azáltal, hogy nem elemi állapotban, hanem vegyület formájában legyenek a kisülőtérnek a csőfallal érintkező részében;
- a kisülőcsövet kvarc helyett olyan anyagból készíteni, amely ellenáll a fémgőzök agresszív hatásának.

Mindkét lehetőség megvalósult; az első eljárás a fémhalogén, a második a nátriumlámpák kialakulásához vezetett. A továbbiakban már teljesen a kémia területére irányították a kutatást: milyen vegyület formájában kerüljenek a fémek a kisülőcsőbe. Kimutatták, hogy a négy halogenid gőznyomása azonos fém esetében a F, Cl, Br, I sorrendben nő, tehát mind a legkisebb kémiai agresszivitás, mind a legnagyobb gőznyomás a jód mellett szól.
A fémek közül a következők alkalmasak elsősorban:
| Fém            | Jellemző és intenzív spektrumvonalak hullámhossza [nm] |
| -------------- | ------------------------------------------------------ |
| Nátrium Na     | 589,0; 589,6                                           |
| Tallium Tl     | 535                                                    |
| Indium In      | 410,1; 451,1                                           |
| Diszprózium Dy | 400; 421,1                                             |
| Holmium Ho     | 389,1                                                  |
| Szkandium Sc   | 191,1; 402,3                                           |
| Ón Sn          | 452,4                                                  |

## Típusok
Az 1960-as években a kifejlesztett fémhalogén-fényforrást ma már gazdag típusválasztékban gyártják a lámpagyártó cégek. A következő szempontok szerint csoportosíthatóak a fémhalogénlámpák.
- Színhőmérséklet szerint

A fénycsővel és a higanylámpával szemben, ahol a fénypor minősége szabja meg a színhőmérsékletet, a fémhalogénlámpák esetében a fémadalékok a meghatározók. Ez értelemszerű, mivel mindegyik fém a maga spektrumvonalaival hozzájárul a lámpa fényszínéhez. Az egyes típus a 4000 K körüli színhőmérsékletű, semleges fehér típus. Ennél az adalék általában indium-, tallium-, cézium-, nátrium-jodid keveréke. Színvisszaadási indexe 65.
A másik típus színhőmérséklete 6000 K, vagy e feletti, közelebb áll a természetes nappali fény színéhez. Ennek a típusnak a helyes elnevezése természetes fehér. Színvisszaadása kiváló (90 feletti), ez különösen a ritkaföldfém-adalékoknak köszönhető. A ritkaföldfémek a periódusos rendszer 57-71. elemei (f-mező), betöltetlen elektronhéjaik miatt gerjesztési nívókban és így színképvonalban igen gazdagok. A vonalgazdagság következménye a kedvező színvisszaadás, amely indokolja ezeknek a ritka elemeknek a fényforrástechnikában való alkalmazását. A különféle lámpagyárak különféle adalék-összetétellel dolgoznak. A leggyakoribb ritkaföldfém-adalékok a diszprózium, a holmium, a túlium, a földfémek közül a szkandium és a lantán.
- Felépítés szerint

Lehetnek egyvégén-, és kétvégén fejeltek
Az egyvégén fejeltek közül megkülönböztetünk a higanylámpához hasonló felépítésű lámpát, amelyben az elektródok bevezetése a kisülőcső két végén történt, és a „kompakt” fémhalogénlámpát, melynek külön kisülőcsöve nincs, az elektródok azonos oldalról szerelve érnek a lámpatérbe.
A kétvégén fejelt fémhalogénlámpáknak két, egymástól erősen eltérő típusa van. Az egyik a szoffita lámpa, itt a külső búra két végét a halogénizzókhoz hasonlóan egy-egy kerámiahüvelyes fejjel látják el. A másik középen ellipszid-szerűen kiszélesedő kvarccső, az árambevezetés két oldalról történik a középső részben egymással szemben elhelyezett elektródokhoz.
- A kisülőcső anyaga szerint

A 90-es évek közepéig a kisülőcsövet kizárólag kvarcból gyártották. Később megjelentek a kerámiacsöves fémhalogénlámpák.
- A gyújtás módja szerint

A fémhalogénlámpákhoz általában külön gyújtókészülék szükséges, de léteznek beépített gyújtóelektródos típusok is.

## Standard fémhalogénlámpa
Kialakítása hasonlít a higanylámpáéhoz – a kisülőcsövet itt is a külső búra veszi körül –, ugyanakkor eltérések is tapasztalhatóak. A kisülőcső geometriáját tekintve a méretbeli tűrések szigorúbbak, ez pontosabban kivitelezett lapítási technológiát igényel, illetve – 400 W felett – szinkroncsöves megoldást. Ez annyit jelent, hogy a kisülőcső két végéhez egy-egy kisebb átmérőjű kvarccsövet toldanak. A lámpa paramétereinek stabilizálását szolgálja a kisülőcsőre az elektród-végpontok magasságáig felvitt hőreflektáló réteg. Ennek anyag cirkónium-dioxid (ZrO2) vagy alumínium-oxid (Al2O3).
A tartóbordák, a gyújtóellenállás funkciója teljesen megegyezik a higanylámpával. De gyújtóellenállást nem mindegyik típusban alkalmaznak. A bimetall szerepe, hogy a lámpa bemelegedése után a segédelektródokat vagy a katódhoz kapcsolja, vagy leválasztja az áramkörről. Az áramvezetők és a tartóbilincsek az elektromos csatlakozást és a kisülőcső mechanikai tartását biztosítják. A nátriumadalékos lámpákban árnyékoló üvegcső gátolja a fotoelektromos effektus miatt létrejöttét feltöltődést, és az ebből adódó felgyorsult nátrium fogyást. A bárium getter aktiválás után leköti a külső búrában a szivattyúzás után visszamaradó gázok egy részét, és ezt a funkcióját a lámpa teljes élettartama alatt is megtartja. A kitámasztó gyűrű rögzíti a tartóbordákat a búrához.
Speciális célokra készült az irányított fényű fémhalogénlámpa; itt a kisülőcsövet oldalán tükrösített búrába helyezik, a külső búra hasonló a Tungsraflex, illetve a PAR lámpák búrájához. 
A búra kivitel többféle lehet. Alakját tekintve ellipszoid, csepp-, vagy cső alakú; fényáteresztő képességét tekintve átlátszó, vagy diffúz fényt szolgáltató (opál) búra. 
A standard fémhalogénlámpa 70, 150, 250, 400, 1000, 2000 és 3500 W-os kivitelben készül.

## Fénytechnikai adatok és tulajdonságok
A befektetett energiának 20–30%-a alakul fénnyé. Ez kb. a 65–105 lm/W fényhasznosítást jelent. A fényhasznosítás típus és teljesítmény függő. 
Néhány példa a kezdeti fényhasznosításra:
| Típus             | Teljesítmény | Fényhasznosítás |
| ----------------- | ------------ | --------------- |
| Természetes fehér | 250 W        | 68 lm/W         |
| Természetes fehér | 3500 W       | 86 lm/W         |
| Semleges fehér    | 400 W        | 74 lm/W         |
| Semleges fehér    | 2000 W       | 95 lm/W         |

A fémhalogénlámpák a hosszú élettartamú fényforrások közé tartoznak (típustól függően 5000–20000 óra).
Az élettartam során itt is bizonyos mértékben csökken a fényáram, és eltolódik a színhőmérséklet. Üzem közben az elektródanyag párolog, és részben a kisülőcső falára rakódik. A keletkezett réteg befolyásolja a lámpa hőháztartását, így a hőmérsékletet és a színt is, és csökkenti a fényáteresztő képességet.
A fémhalogénlámpákat elsősorban ott célszerű alkalmazni, ahol egyidejűleg kell kielégíteni a nagy megvilágítási és kiváló színvisszaadási igényt. Ez az igény jelentkezhet mind a belső téri, mind a külső téri világítás területén. Ahol fokozott a színvisszaadási igény (színes TV-közvetítéshez tervezett sportpálya - világítás, filmstúdiók, festőüzemek stb.), ott a természetes fehér (ritkaföldfém-adalékos) lámpák használata javasolt.

## Üzemelési tulajdonságok
Kisülő fényforrásról lévén szó a fémhalogénlámpák is csak áramkorlátozó előtéttel működtethetők.
A működési feszültséget a higany gőznyomása állítja be, tehát a higanyt a gyártás során pontosan kell adagolni. A higany a működő lámpában teljesen elpárolog. A hálózati feszültség változása ennél fogva kevéssé befolyásolja a működési feszültséget. A környezeti hőmérséklet viszont - a külső búra ellenére - hatással van a kisülőcső hőmérsékletére és így a működési feszültségre is. A változás lineárisnak tekinthető; 20 °C környezeti hőmérséklet-növekedés kb. 1,3 V feszültségnövekedést eredményez.
A fémhalogénlámpáknak a higanylámpákhoz viszonyítva gyengébb a gyújtáskészsége. Ennek egyik oka a jódatomok jelenléte. A fém-jodidokból termikus bomlás során szabaddá váló jódatomok nagy elektronegativitásuk miatt a nemesgáz-konfigurációjuk kialakulásához elektronokat vesznek fel a kisülő térből (egy jódatom egy elektront), a térben csökken az elektronok száma és nehezebb lesz a gyújtás. Megjegyzendő, hogy a szabad jódatom keletkezését a csőfalon át kifelé diffundáló nátrium is elősegíti. 
A bekapcsolás pillanatától 5-6 percnek kell eltelnie a kisülés stabilizációjáig. Kikapcsolás után a még meleg lámpa nem tud azonnal újragyújtani, a lehűlés és újragyújtás néhány percet vesz igénybe. Vannak azonban azonnal újragyújtható típusok, ezekhez speciális gyújtókészülék szükséges, amely kb. 60 kV-os gyújtóimpulzust szolgáltat. Ezért ezekben az átütések elkerüléséhez az árambevezetőket a búra két egymással szemben levő végén helyezik el.